# کوسه (فیلم ۱۳۹۹)
کوسه فیلمی سینمایی به کارگردانی علی عطشانی محصول سال ۱۳۹۹ است. پیمان عباسی نویسنده فیلم‌نامه این اثر است و تهیه‌کنندگی آن را سید محمد احمدی و علی عطشانی بر عهده دارند.

## بازیگران
- بهناز جعفری
- پژمان جمشیدی[۲]
- مهران احمدی
- مهدی هاشمی[۳]
- ریحانه پارسا[۳]
- سیما تیرانداز
- محمدجواد جعفرپور
- مهران رجبی
- مهسا کامیابی
- احمدرضا موسوی
- آن ماری سلامه
- مجید مهین دوست

## عوامل
طراح صحنه و لباس: مجید علی‌اسلام، مدیر فیلم‌برداری: محمود عطشانی، طراح صحنه و لباس: مجید علی‌اسلام، صدابردار: محمد شاهوردی، طراحی و ترکیب صدا: سید محمود موسوی‌نژاد، طراح چهره‌پردازی: امید گلزاده، چهره‌پرداز: فرزانه زردشت، دستیار کارگردان و برنامه‌ریز: وحید مهین‌دوست، موسیقی: پوریا حیدری، پشتیبانی فنی: حیدر احسانی، مدیر تولید: سعید دلاوری، مدیر تدارکات: مهدی عباسی‌پور، دستیار اول فیلمبردار: مهدی حسینی، مدیر امور بین‌الملل: امید چوگانی، مدیر تبلیغات: سید محمدصادق لواسانی، تیم تبلیغات: شراره داودی، مهسا مرزبان، عکاس و کارگردان فیلم پشت صحنه: بابک برزویه، مجری طرح: بیتا فیلم تهران، کارشناس فیلم‌نامه بیتا فیلم: سامان صادقی‌مهر، مشاور رسانه‌ای و مدیر روابط عمومی بیتا فیلم: مریم قربانی‌نیا.

## خلاصه داستان
داستان فیلم کوسه که یک فیلم کمدی اجتماعی است در دو زمان روایت میشود، زمان گذشته که قبل از انقلاب است و زمان آینده. دو شخصیت اصلی با توجه به تغییر فضا و پیروزی انقلاب تغییراتی کرده اند.